# 丸藤廣貴
丸藤廣貴 （日语：／ Marufuji Hirotaka，1973年9月13日—），日本男性動畫師、人物設計師、插畫家。他也以的名義工作。
弟弟是職業摔角手丸藤正道，並為他設計了服裝。有關詳細信息，請參閱「丸藤正道」。

## 來歷
當初，丸藤廣貴進入代代木動畫學院的動畫師部門，目標是成為一名漫畫家，但在意識到動畫的趣味之下，畢業後進入了動畫行業。有一段時間，他暫時離開了動畫，開始製作遊戲。

## 參加作品
詳情請見個人網站簡介。

### 電視動畫
2004年
- 七武士（作畫監督）

2006年
- 鍊金三級魔法少女（作畫監督）
- 機神咆吼DEMONBANE（日语：斬魔大聖デモンベイン）（作畫監督）
- 飛輪少年（分鏡、演出、原畫、作畫監督）
- 童話槍手小紅帽（OP動畫）
- 奏光之Strain（分鏡、作畫監督）
- 死亡筆記本（分鏡、作畫監督）

2007年
- 電腦線圈（原畫）
- 麵包超人 聖誕節特別篇（原畫）

2008年
- 海馬（原畫）
- 黑塚 KUROZUKA（OP佈局）
- 天體戰士桑雷德（原畫）
- 超時空要塞Frontier（作畫監督）
- 北斗神拳拉歐外傳 天之霸王（日语：天の覇王 北斗の拳ラオウ外伝）（人物設定）

2009年
- BASQUASH！（作畫監督）
- FAIRY TAIL魔導少年（OP第1原畫）
- 遊☆戲☆王5D's（OP第1原畫）

2010年
- 魯邦三世 The Last Job（日语：ルパン三世 the Last Job）（原畫）

2011年
- IS〈Infinite Stratos〉（OP第1原畫）

2012年
- 要聽爸爸的話！（OP第1原畫）
- 創聖機械天使EVOL（人物設定、總作畫監督）
- 織田信奈的野望（第1原畫）
- 武裝神姬（佈局、作畫監督）

2013年
- 幕末義人傳 浪漫（分鏡、第1原畫）

2014年
- 愚者信長（人物設定）

2015年
- 其實我是…（人物設定[3]）

2016年
- 甲鐵城的卡巴內里（總作畫監督[4]、作畫監督）
- 超時空要塞Δ（作畫監督）

2017年
- 清戀（總作畫監督、作畫監督）
- 進擊的巨人（作画監督[b]）

2019年
- 魯邦三世：再見搭檔（日语：ルパン三世 グッバイ・パートナー）（人物設定、總作畫監督）
- 魯邦三世：過去的監獄（日语：ルパン三世 プリズン・オブ・ザ・パスト）（人物設定[8]、總作畫監督）

2021年
- 魯邦三世 PART6（人物設定[9]、作畫監督[c]、原畫[d]）

2022年
- 勇者鬥惡龍 達伊的大冒險 (2020年版)（原畫[e]）

2024年
- 金肉人 完美超人始祖篇（—2025年，動畫人物設定[14]、總作畫監督[15]、分鏡[16]、作畫監督、原畫、OP作畫監督、ED作畫監督）

### 電影動畫
2009年
- 劇場版 神奇寶貝：阿爾宙斯 超克的時空（佈局、第1原畫）
- 麵包超人：達旦旦和雙子星（日语：それいけ!アンパンマン だだんだんとふたごの星）（OP原畫）
- 劇場版 超時空要塞Frontier：虛空歌姬（日语：劇場版 マクロスF）（作畫監督）

2010年
- 劇場版 神奇寶貝：幻影的霸者 索羅亞克（原畫）
- 麵包超人：黑鼻子與魔法之歌（日语：それいけ!アンパンマン ブラックノーズと魔法の歌）（原畫）

2011年
- 劇場版 超時空要塞F：戀離飛翼（日语：劇場版 マクロスF）（總作畫監督）
- 麵包超人：可可林與奇跡之星大救援（日语：それいけ!アンパンマン すくえ! ココリンと奇跡の星）（原畫）

2012年
- 麵包超人：復活吧香蕉島（原畫）

2013年
- 名偵探柯南：絕海的偵探（原畫）

2018年
- 劇場版 精靈寶可夢：大家的故事（總作畫監督）

2020年
- 寶可夢：皮卡丘與可可的冒險（人物設定、總作畫監督）

2021年
- 劇場短篇 超時空要塞Frontier：時之迷宫（日语：劇場版 マクロスF）（總作畫監督）
- 劇場版 超時空要塞Δ：絶對LIVE!!!!!!（日语：劇場版マクロスΔ）（人物設定[f]、作畫監督）

### OVA
2004年
- 擁抱春天的羅曼史（日语：春を抱いていた）（人物設定、總作畫監督）

2006年
- 厄夜怪客（作畫監督）

2018年
- 幽☆遊☆白書「是成是敗」（總作畫監督）

### 遊戲
1997年
- ROOMMATE（日语：ROOMMATE）（人物設定）

1999年
- 同居情事W ～兩人～（日语：ルームメイトW 〜ふたり〜）（人物設定）

2000年
- 同居情事小說 ～佐藤由香～（日语：ルームメイトノベル 〜佐藤由香〜）（人物設定）

2010年
- 閃電十一人3 挑戰世界!! The 王牙（OP第1原畫）

2011年
- 女神異聞錄2 罪（OP動畫人物設定、作畫監督）

2013年
- 超時空要塞30 連繫銀河的歌聲（日语：マクロス30 銀河を繋ぐ歌声）（人物設定、總作畫監督）

2018年
- 甲鐵城的卡巴內里 -亂- 開始的軌跡（總作畫監督、動作作監）

### 柏青哥、角子機
2009年
- CR FEVER 超時空要塞（日语：CRフィーバー超時空要塞マクロス）（人物設定、作畫監督）

2010年
- CR FEVER 虎面人（作畫監督[18][19]）
- 超時空要塞（日语：超時空要塞マクロス (パチスロ)）（人物設定、作畫監督）

2011年
- CR FEVER 超時空要塞Frontier（人物設定、作畫監督）

## 腳註

## 外部連結
- 丸藤廣貴的X（前Twitter） （日語）
- Cell Expression，存于 （日語）—丸藤廣貴的官方個人網站。